# Pepel
Pepel é uma cidade da Serra Leoa.